# Szűcs Adolf
Szűcs Adolf Endre (névváltozat: Szücs, született: Schlesinger) (Budapest, 1884. november 29. – Budapest, 1945. február 15.) matematikus, bölcseleti doktor, állami főreáliskolai tanár a budapesti II. kerületben, műegyetemi magántanár.

## Életútja
Schlesinger Lipót lisztkereskedő és Leitner Ernesztina fia. Egyetemi tanulmányait Budapesten és Párizsban végezte. 1907-től fővárosi középiskolai tanár volt, ekkor szerezte meg doktori címét is, majd 1912-ban műegyetemi tanársegéd a II. sz. matematikai tanszéken, 1913-ban magántanár és adjunktus lett. 10 éven keresztül tanított a IV. kerületi főreáliskolában. A Tanácsköztársaság alatt a Munkásakadémián adott elő, ezért a későbbiekben állást kellett változtatnia. Az 1920-as évek végétől a műegyetemen Rados Gusztáv tanszékén adjunktus lett, 1935-től rendkívüli tanár. 1945. február 3-án nyilasok hurcolták el lakásáról, február 4-én látták utoljára.
Számos értekezést írt főleg a variációszámításra és a differenciálegyenletekre vonatkozóan a Mathem. és Phys. Lapokba, a Math. és Természettudom. Értesítőbe, a Mathematische Annalenbe és a Rendineonti del Circolo Matematico di Palermo c. folyóiratba. Emellett jelentékeny pedagógiai tevékenységet fejtett ki a matematikai oktatás reformjáról és a geometriai tanítás újabb szempontjairól írott műveivel.

## Családja
1917. június 2-án Budapesten, a Józsefvárosban házasságot kötött Chalot Andrée-vel. 1932-ben elváltak. Második felesége Feyszényi Mária Alexandrina volt, akivel 1933. április 1-jén kötött házasságot.

## Munkája
- A Dirichlet-féle problema egy esetéről. Bölcseletdoktori értekezés. Bpest, 1907.